# Роздольненська цілинна балка
«Роздо́льненська ціли́нна ба́лка» — один з об'єктів природно-заповідного фонду Запорізької області, ботанічний заказник місцевого значення.

## Розташування
Заказник розташований в Гуляйпільському районі, Запорізької області на території Успенівської і Добропільської сільських рад, поблизу колишнього села Роздольне.

## Історія
Ботанічний заказник місцевого значення «Роздольненська цілинна балка» був оголошений рішенням Запорізької обласної ради народних депутатів шостого скликання № 20 від 30 травня 2013 року.

## Мета
Мета створення заказника — збереження ландшафтного та біологічного різноманіття, підтримання екологічного балансу, раціональне використання природних і рекреаційних ресурсів Запорізької області.

## Значення
Ботанічний заказник місцевого значення «Роздольненська цілинна балка» має особливе природоохоронне, естетичне і пізнавальне значення.

## Загальна характеристика
Загальна площа ботанічного заказника місцевого значення «Роздольненська цілинна балка» становить 53,8 га.

## Флора
Територія заказника представлена чагарниково-степовими угрупованнями, які складаються з карагани кущової, ковили волосистої та костриці валійської. Болотисті луки в тальвегу балки формуються осокою гострою, знітом шорстким, ситником Жерара тощо.